# Centaurea babylonica
Centaurea babylonica — вид рослин з роду волошка (Centaurea), з родини айстрових (Asteraceae).

## Опис рослини
Це дворічна рослина 60–300 см, прямовисна, сіро-запушена, з численними квітковими головами, розташованими у видовженому колосоподібному суцвітті з крилатою віссю. Нижнє листя ліроподібне з дуже великим довгастим кінцевим сегментом і кількома бічними сегментами або частками; серединні листки менші, ланцетні, зубчасті або цілі; верхні — лінійно-ланцетні. Квіткові голови майже сидячі й поодинокі або 3–4 разом на коротких квітконосах уздовж осі. Кластер філаріїв (приквіток) 19–23 × 10–15 мм, чашоподібний; філарії щільно розташовані, без відростка або з дрібним. Квітки жовті. Сім'янки 4.5–5.5 мм; папуси 5–6 мм. Період цвітіння: червень — серпень.

## Середовище проживання
Поширений на півдні Туреччини, західному Лівані й західній Сирії. Населяє Pinus ліси, макі, краї полів.